# 韓国映画振興委員会
映画振興委員会 （えいがしんこういいんかい、영화진흥위원회）は、大韓民国の映画振興を目的とした文化体育観光部所管の特殊法人。略して映振委（えいしんい、영진위）とも、または英語名「Korean Film Council」を略しKOFICともいう。基金管理型準政府機関に指定されている。

## 概要
映画振興委員会は、映画の質的向上と韓国映画・映画産業の振興を目的として、映画及びビデオ物の振興に関する法律（영화 및 비디오물의 진흥에 관한 법률）を根拠に設置された特殊法人である。委員会は常任委員長1名、非常任委員8名、合計9名の委員で構成されており、政府機関である文化体育観光部の下、映画製作の支援、映画発展基金の投資・運用、映像技術の開発・標準化、映写技師の国家資格認定、映画の流通・配給の支援、海外市場の開拓と国際交流の推進などの様々な映画振興事業に取り組む。委員長は、キム・セフン（김세훈）である（2017年4月現在）。
映画振興委員会の設立は1973年4月3日で、映画振興公社（영화진흥공사）として発足した。その後、韓国映画アカデミーの設立（1984年）、南楊州総合撮影所の創設（1997年）を経て、1999年、映画振興委員会に改称した。2006年、映画及びビデオ物の振興に関する法律の改正に伴い、映画発展基金を管理運営することとなった。2013年10月25日、公共機関の革新都市移転計画（2009年策定）に基づき、ソウル特別市から釜山広域市海雲台区のセンタムシティに移転した。

## 所在地及び交通手段
- 所在地：釜山広域市海雲台区センタム中央路55（佑洞） 慶南情報大学センタム産学キャンパス13階・14階 （郵便番号48058 부산광역시 해운대구 센텀중앙로 55(우동) 경남정보대 센텀산학캠퍼스 13층, 14층、北緯35度10分24秒 東経129度07分41秒 / 北緯35.17333度 東経129.12806度）
- 釜山交通公社2号線 センタムシティ駅下車、徒歩。